# Gutehoffnungshütte

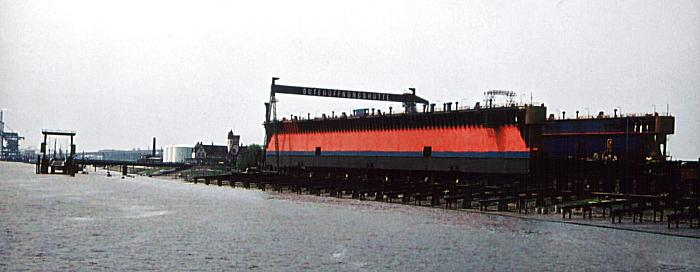
Flytdockan vid GHH:s varv i Blexen år 1972. Varvet, som låg strax utanför staden Nordenham, var i GHH/MAN:s ägo 1956-90.

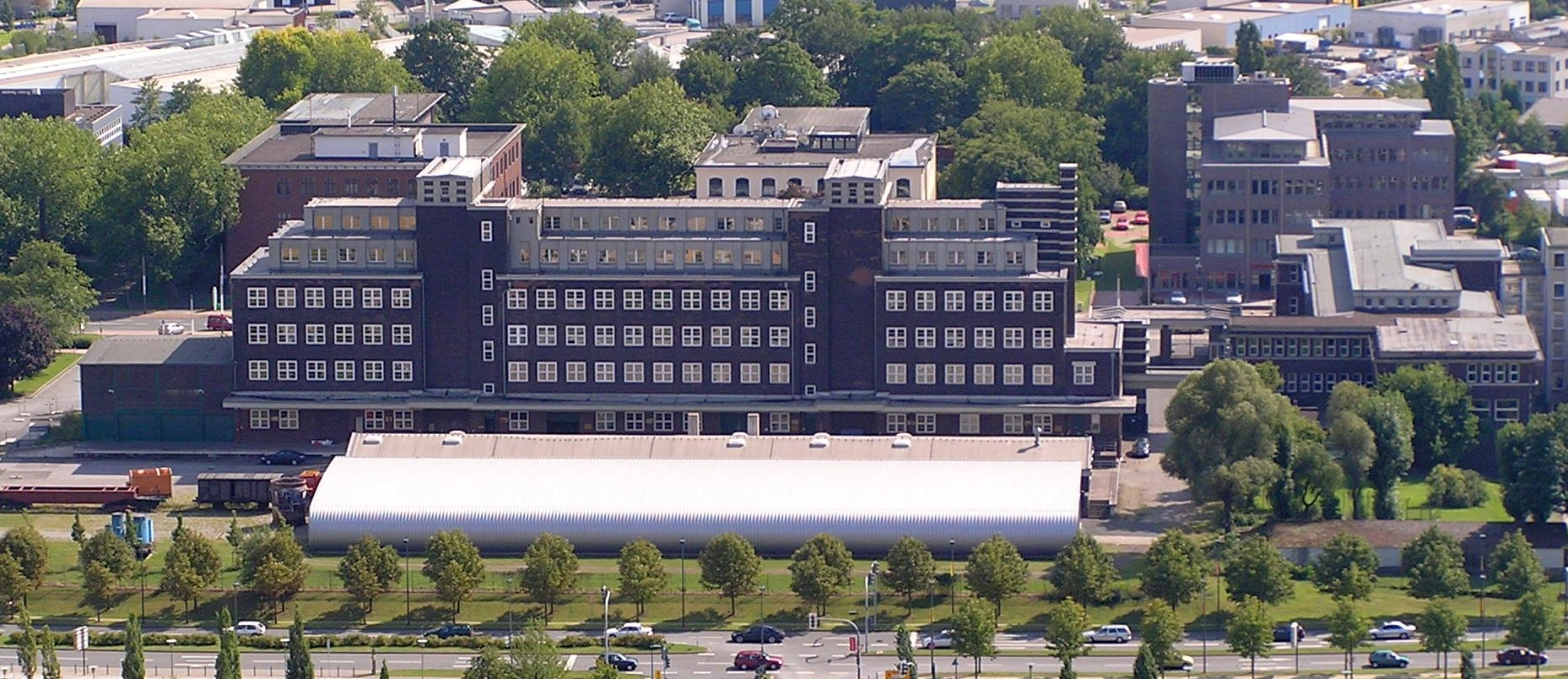
GHH:s f.d. huvudlager i Oberhausen, uppfört 1925 efter ritningar av den tyske arkitekten Peter Behrens (1868 - 1940). Idag innehåller byggnaden Rheinische Industriemuseums centralarkiv.

Gutehoffnungshütte Aktienverein AG förkortat GHH (till 1950 Gutehoffnungshütte, Aktienverein für Bergbau und Hüttenbetrieb),  var en tysk verkstadsindustrikoncern hemmahörande i Oberhausen.
Företaget hade sitt ursprung i St. Antony-Hütte, ett järnbruk anlagt 1758 i närheten av Oberhausen i Ruhrområdet. Verksamheten växte snabbt, och i början av 1900-talet var GHH en stor industrikoncern med bl.a. kolgruvor och stålverk samt med tillverkning av brokonstruktioner, ångmaskiner och ångturbiner.
År 1920 blev GHH majoritetsägare i M.A.N., ett företag med tillverkning av dieselmotorer, bussar, tryckpressar m.m. Efter ekonomiska problem under 1980-talet gick moderbolaget GHH 1986 samman med M.A.N. varvid MAN AG bildades.

## Historia
St. Antony-Hütte anlades 1758 i utkanten av Oberhausen och kom att bli det första större järnbruket i Ruhrområdet och markerar därmed starten för den tunga stålindustri som finns där idag. I närheten av St. Antony-Hütte grundlades ett annat järnbruk 1782 med namnet Gute Hoffnung. Ett tredje järnbruk, Neu Essen, anlades i Oberhausen 1791, och 1808 lät ägarna till detta samt St. Antony och Gute Hoffnung slå samman sina verksamheter i ett nytt bolag; Hüttengewerkschaft und Handlung Jacobi. Man var tidigt ute med att konstruera ångmaskiner; den första levererades 1814, och 1839 var det första ångloket färdigbyggt. 1873 omstrukturerades verksamheten under namnet Gutehoffnungshütte, Actienverein für Bergbau und Hüttenbetrieb, förkortat till GHH. 
Under början av 1900-talet växte verksamheten med bland annat tillverkning av ångturbiner. 1920 blev GHH majoritetsägare i M.A.N. ("Maschinenfabrik Augsburg-Nürnberg"), ett företag som var med att utveckla Rudolf Diesels första konstruktion. Samma år förvärvades även aktier i det svenska verkstadsföretaget Landskrona Nya Mekaniska Verkstads AB. 1924 grundades skeppsvarvet Deggendorfer Werft und Eisenbau GmbH som ett dotterbolag till GHH. 1930 förvärvades den nederländska Ferrostaal-koncernen. 1937 köpte GHH tillsammans med två andra tyska stålföretag Håksbergs järnmalmsfält strax utanför Ludvika.
Efter andra världskriget var stora delar av GHH:s anläggningar skadade. De som fanns i utlandet konfiskerades och i Tyskland tog de allierade kontroll över alla GHH:s bolag. 1950 omorganiserades verksamheten genom att Bergbau AG Neue Hoffnung och Haniel & Cie avyttades. Samtidigt ändrades bolagsnamnet till Gutehoffnungshütte Aktienverein. Bland de nya produkterna som tillkom hörde bl.a. skruvkompressorer.
Under 1970-talet var den förr så betydelsefulla kolbrytningen var på väg att försvinna och stålindustrin var inne i en stagnation. Snart hade dotterbolaget M.A.N. blivit den dominerande verksamheten, mot vilken bakgrund en ny koncern bildades 1986 med namnet MAN AG. Samtidigt flyttades huvudkontoret till München.
Idag är det gamla företagets verksamhet uppdelat i flera företag, bl.a. knutna till MAN-koncern, och då främst MAN TURBO AG (kompressorer och turbiner). Bland andra, numera fristående företag, kan nämnas GHH-RAND Schraubenkompressoren GmbH (komponenter till oljefria och oljeinsprutade roterande skruvkompressorer), Gutehoffnungshütte Radsatz GmbH (järnvägshjul), GHH Fahrzeuge GmbH (tunga fordon för gruvindustrin såsom dumpers och tipptruckar). 
GHH:s varv i Deggendorf finns kvar i MAN-koncernen, under namnet MAN DWE GmbH. Detsamma gäller Ferrostaal AG (numera MAN Ferrostaal AG).